# Толстий Мис
Толстий Мис (рос. Толстый Мыс) — селище в Новоселівському районі Красноярського краю Росії. Є адміністративним центром Толстомисенської сільради.

## Географія
Селище розташоване в 17 км на захід від районного центру Новосьолово.

## Населення
За даними перепису 2010 року, в селищі проживало 669 осіб (343 чоловіків і 326 жінок).